# 술탄 아즐란 샤 공항

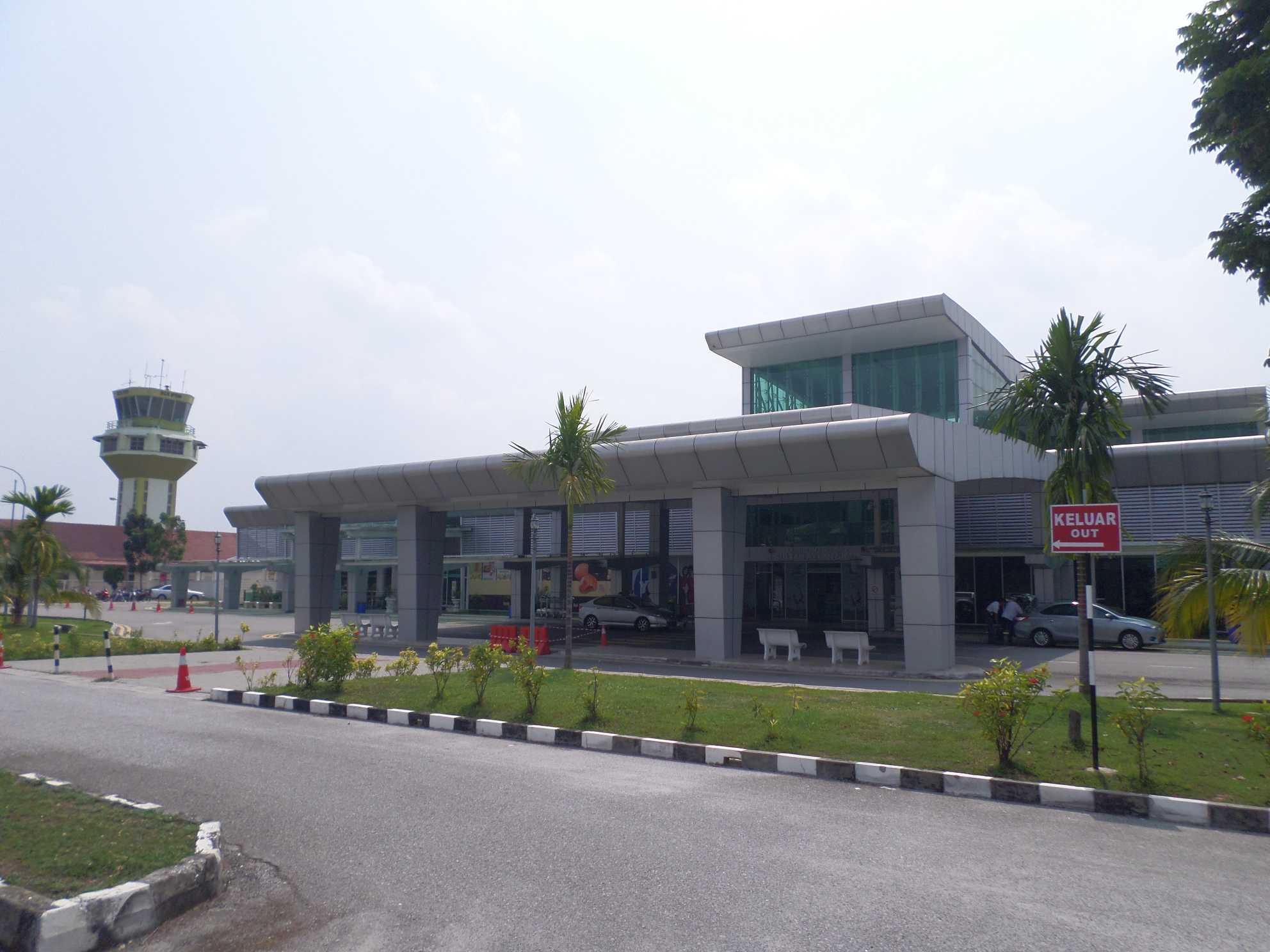

술탄 아즐란 샤 공항(Sultan Azlan Shah Airport, IATA: IPH, ICAO: WMKI)은 말레이시아 페락주의 도시 이포의 공항이다. 도시 중심부에서 6킬로미터 떨어진 곳에 위치해 있다. 술탄 아즐란 샤 공항은 말레이시아에서 7번째로 많이 붐비는 공항으로 순위를 올렸다.